# Remington Steele
A Remington Steele egy amerikai televíziós sorozat, amely 1982-től 1987-ig futott, Pierce Brosnan és Stephanie Zimbalist főszereplésével. A sorozat egy csalóból lett magánnyomozóról szól, aki a sok közös kaland során teljesen beleszeret Laura Holt magánnyomozónőbe. Egyébként ő az iroda tényleges vezetője, bár papíron Steele a főnöke. Magyarországon először a TV2 vetítette 1997-ben. Majd az RTL Klub 2011. július 11-én kezdete el vetíteni újra.

## Történet
A sármos, bár szélhámos Remington Steele (Pierce Brosnan) magánnyomozónak áll, hiszen nála hamarabb senki sem ismeri fel a csalókat és simliseket. Társa a gyönyörű és zavarba ejtően okos Laura Holt (Stephanie Zimbalist), aki nemcsak a bűnözőket, hanem Remingtont is az ujjai köré csavarja.

## Szereplők
- Pierce Brosnan – Remington Steele - Kautzky Armand
- Stephanie Zimbalist – Laura Holt - Prókai Annamária, Orosz Anna
- Doris Roberts – Mildred Krebs (harmadik évad)
- Janet DeMay – Bernice Foxe (első évad)
- James Read – Murphy Michaels (első évad)
- Jack Scalia – Tony Roselli (ötödik évad)

Visszatérő szereplők
- Cassandra Harris (Pierce Brosnan első felesége) – Felicia
- James Tolkan – Norman Keyes
- Efrem Zimbalist Jr. (Stephanie Zimbalist apja) – Daniel Chalmers
- Beverly Garland – Abigail Holt, Laura anyja
- Michael Constantine – George Edward Mulch
- Gary Frank – James Jarvis, nyomozó

Vendégszereplők
- Paul Reiser, "A Good Night's Steele", season 1
- Sharon Stone, "Steele Crazy After All These Years", season 1
- Annie Potts,  "Steele Crazy After All These Years", season 1
- Delta Burke, "Altared Steele", season 2
- Jane Kaczmarek, "Altared Steele", season 2
- Jeffrey Jones, "A Steele at Any Price", season 2
- A Martinez, "High Flying Steele", season 2
- Tom Baker, "Hounded Steele", season 2
- Whitey Ford and Mickey Mantle, "Second Base Steele", season 3
- Dorothy Lamour, Virginia Mayo, and Lloyd Nolan, "Cast of Steele", season 3
- John Larroquette, "Breath of Steele", season 3
- Geena Davis, "Steele in the Chips", season 3
- Jean Smart, "Steele in the Chips", season 3
- Louie Anderson, "Steele Spawning", season 4
- Rose Marie, "Steele in the Spotlight", season 4

## Epizódok
| Évad | Évad | Epizód száma | Bemutató:            | Évad vége:        | DVD megjelenés:     |
| ---- | ---- | ------------ | -------------------- | ----------------- | ------------------- |
|      | 1    | 22           | 1982. október 1.     | 1983. április 12. | 2005. július 26.    |
|      | 2    | 22           | 1983. szeptember 20. | 1984. május 22.   | 2005. november 8.   |
|      | 3    | 22           | 1984. szeptember 25. | 1985. május 14.   | 2006. április 18.   |
|      | 4    | 22           | 1985. szeptember 25. | 1986. május 10.   | 2006. augusztus 15. |
|      | 5    | 6            | 1987. január 5.      | 1987. április 17. | 2006. augusztus 15. |